# Inverse Betaverteilung
Die inverse Betaverteilung ist eine univariate Verteilung für stetige Zufallsvariablen, mit zwei Parametern {\displaystyle \alpha } und {\displaystyle \beta }. Es handelt sich um einen Sonderfall der Gamma-Gamma-Verteilung und somit um eine Mischverteilung.
Die Dichtefunktion ist:
{\displaystyle f(x)={\frac {x^{\alpha -1}(1+x)^{-\alpha -\beta }}{\mathrm {B} (\alpha ,\beta )}}}.
Dabei ist {\displaystyle \mathrm {B} (\alpha ,\beta )} die Betafunktion.
Ein Zufallsvariable {\displaystyle X}, die einer inversen Betaverteilung folgt hat den Erwartungswert
{\displaystyle \operatorname {E} (X)={\frac {\alpha }{\beta -1}}{\text{, falls }}\beta >1}
den Modus
{\displaystyle \operatorname {Mod} (X)={\frac {\alpha -1}{\beta +1}}{\text{, falls }}\alpha \geq 1{\text{, sonst }}\operatorname {Mod} (X)=0}
und die Varianz
{\displaystyle \operatorname {Var} (X)={\frac {\alpha (\alpha +\beta -1)}{(\beta -2)(\beta -1)^{2}}}{\text{, falls }}\beta >2}.

## Beziehung zur Gammaverteilung
Ist der zweite Parameter {\displaystyle \epsilon } der Gammaverteilung {\displaystyle {\mathcal {G}}(a,\epsilon )} eine Zufallsvariable, die wie eine Gammaverteilung {\displaystyle {\mathcal {G}}(b,1)} verteilt ist, dann folgt die hervorgehende Zufallsvariable einer inversen Betaverteilung {\displaystyle {\mathcal {InvB}}(a,b)}.

## Beziehung zur Gamma-Gamma-Verteilung
Eine Gamma-Gamma-Verteilung {\displaystyle \operatorname {Gamma-Gamma} (a,b=1,d)} entspricht einer inversen Betaverteilung {\displaystyle {\mathcal {InvB}}(\alpha =d,\beta =a)}.